# Zakynthos (eiland)

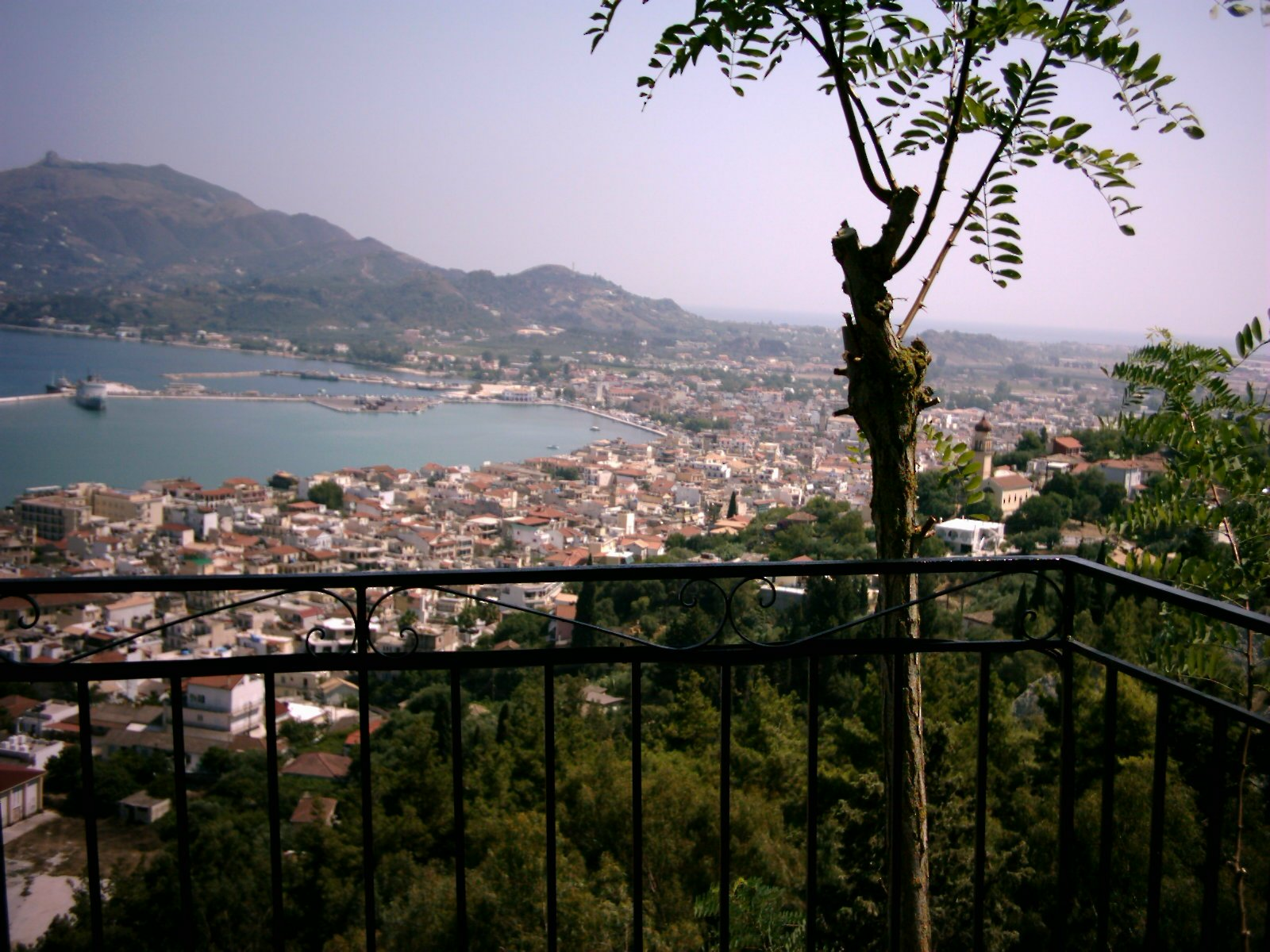
Uitzicht op Zante met haven vanuit het dorpje Bocháli

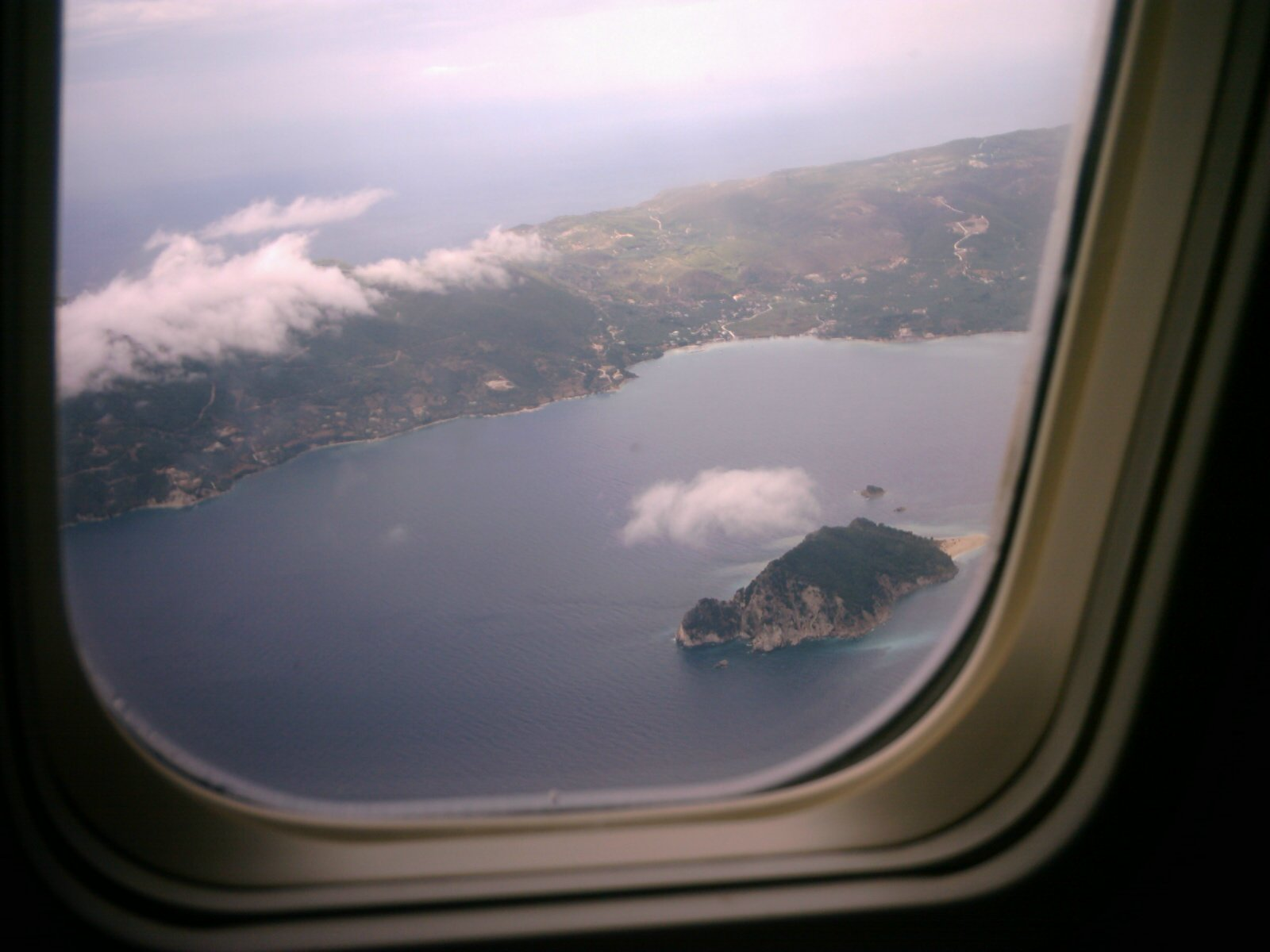
Uitzicht op Marathonissi (schildpadeiland)

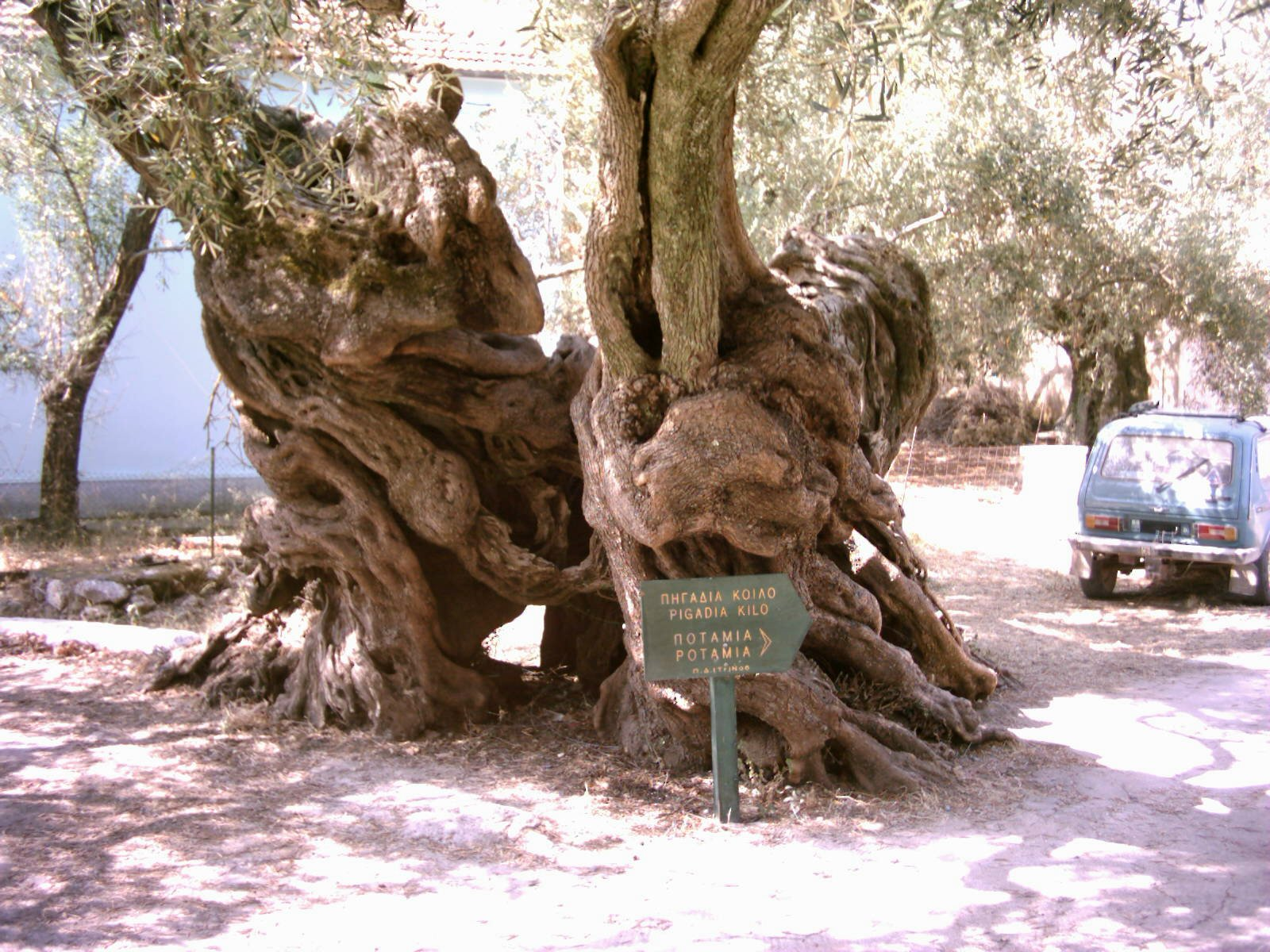
Oude olijfbomen bij Potamia

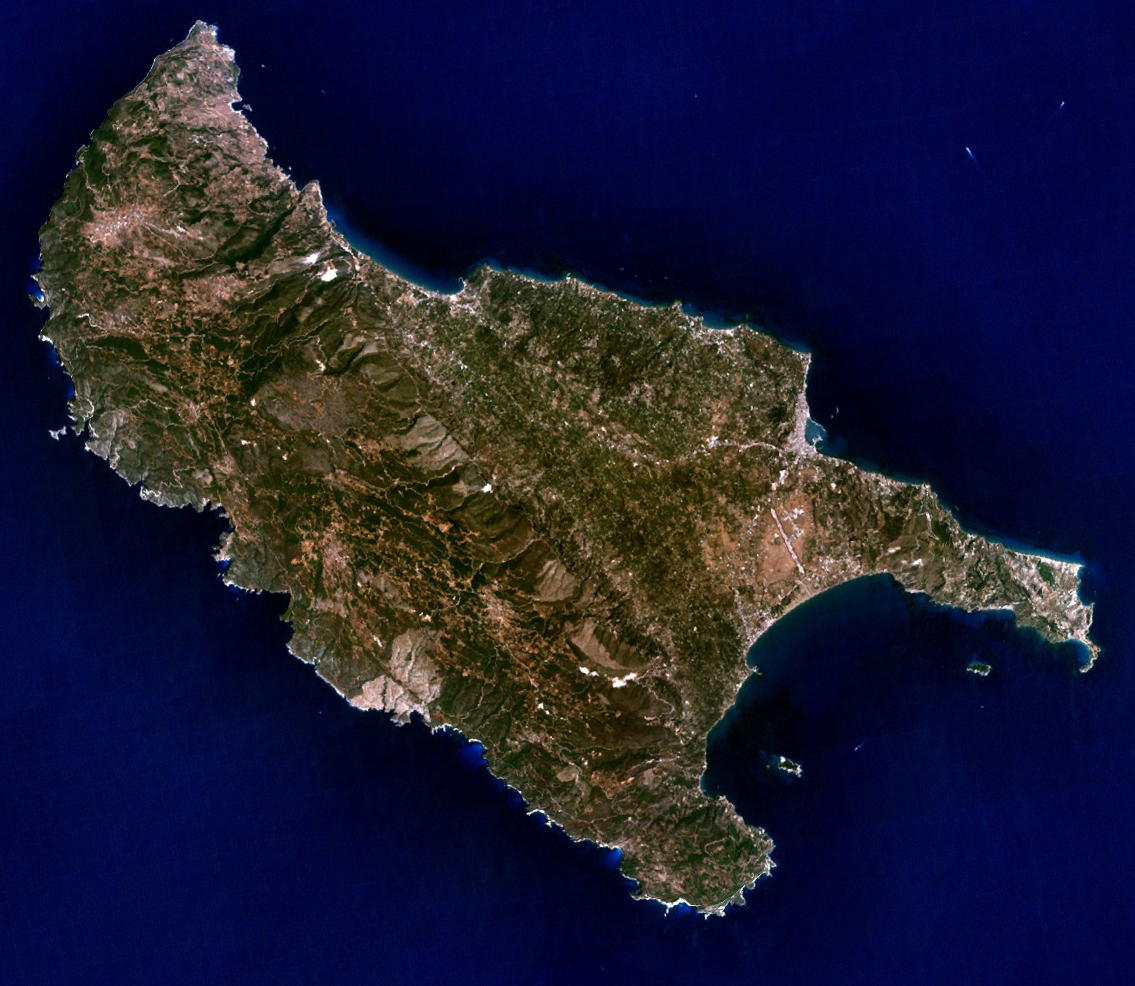
Bovenaanzicht eiland Zakynthos

Zakynthos (Grieks: Ζάκυνθος), is een Grieks eiland in de Ionische Zee, voor de kust van de Peloponnesos. Het is ook bekend onder de (eigenlijk Italiaanse) naam Zante of Zacinto.

## Ligging en afmetingen
Van de grote Ionische Eilanden is Zakynthos het zuidelijkste; recht naar het noorden liggen Kefalonia (op een kleine vijftien kilometer) en Lefkas (op ruim 70 kilometer). Met een oppervlakte van 406 km² is Zakynthos het op twee na grootste Ionische eiland, na Kefalonia en Corfu. Het eiland is circa 40 kilometer lang en 20 kilometer breed, met een kustlengte van ongeveer 123 kilometer. Het hoogste punt van het eiland is Vrachionas, op 758 meter boven de zeespiegel.
Het eiland Zakynthos ligt ten westen van het vasteland van Griekenland, ongeveer op gelijke hoogte met Sicilië. De hoofdstad van het eiland is het gelijknamige Zakynthos ofwel Zante en ligt aan de zuidoostkust.

## Geschiedenis
Zakynthos wordt vaak Il fiore di Levante genoemd, ofwel bloem van het Morgenland. Het eiland is vernoemd naar de zoon van Dardanos, de koning van Troje. Voor de splitsing van het Romeinse Rijk maakte Zakynthos deel uit van de provincie Achaia. Na de splitsing van het Romeinse Rijk in Oost en West viel het eiland onder het Oost-Romeinse of wel Byzantijnse Rijk. Hier behoorde Zakynthos tot de provincie Illyrien en daarna vanaf de zevende eeuw tot het Thema Kefalonia. Het is hierna nog ettelijke malen in andere handen gevallen van onder andere Venetiërs, Fransen, Britten en uiteindelijk werd het op 21 mei 1864 bij Griekenland gevoegd.
De beschermheilige van het eiland is Dionyssios, die er in 1547 werd geboren en er in 1622 stierf. In 1953 werd Zakynthos door een grote aardbeving getroffen met in totaal zo’n 120 schokken, waardoor 70% van het eiland werd verwoest, waaronder vele Venetiaanse huizen en diverse Byzantijnse kerkjes met kunstverzamelingen. De belangrijkste kerk van Zakynthos de "Agios Dionísios" bleef echter gespaard.

## Archeologie

### Scheepswrak
In de jaren 1980 vonden vissers twee kilometer buiten de haven van Zante een 16e-eeuws scheepswrak. Na onderwateronderzoek van de 20 meter lange romp vermoedden archeologen dat het een vrachtschip is uit de periode van Spaanse dominantie onmiddellijk na de Slag bij Lepanto. Het was geladen met hazelnoten. In afwachting van verdere opgravingen is het bedekt met geotextiel.

### Graf van Vesalius
De grote anatoom Vesalius overleed op het eiland aan scheurbuik op 15 oktober 1564. Allicht werd hij begraven in de Santa Maria delle Grazie, een kerk die vernield werd door de aardbeving van 1953.

### Verzonken nederzetting
In de zee bij Alykanas hebben onderwaterarcheologen in 2013 resten ontdekt van een, naar ze vermoedden, oude Myceense nederzetting. Uiteindelijk bleek echter dat wat men als de ronde zuilbasissen had aangezien van een groot havengebouw, niet meer was dan een natuurlijk fenomeen.

## Klimaat
Zakynthos heeft een subtropisch-mediterraan klimaat. In de wintermaanden is er relatief veel regenval, maar door de gunstige temperaturen is het eiland zeer groen. Er komen veel olijfboomgaarden voor. In de zomermaanden zitten deze vol met cicaden, die zich luid en duidelijk laten horen tijdens hun zoektocht naar een partner. Van de meeste olijven wordt olijfolie gemaakt. Er komt zelfs hier en daar een vruchtdragende bananenplant voor.
Ook worden er veel druiven verbouwd voor het maken van wijn. In het wijngebied Kalipado staat de grootste wijnfabriek van het eiland (Callinico Wines), die door de aardbeving van 1953 werd verwoest, maar in 1968 door de zoon van de eigenaar weer werd heropend. Anno 2004 heeft de fabriek een capaciteit van 2500 flessen per uur.

## Bezienswaardigheden
Een greep uit de bezienswaardigheden op het eiland:
- Zante ofwel Zakynthos (de hoofdstad), met veel winkels en een grote haven. Er staat sedert 2014 een bronzen standbeeld ter nagedachtenis van Vesalius, naar een ontwerp van forensisch expert Richard Neave en medisch kunstenares Pascale Pollier.[7]
- Vólimes, bekend om zijn handgemaakte wand- en vloerkleden.
- Shipwreck Beach Zakynthos, is een van de meest gefotografeerde bezienswaardigheden van Griekenland. Op het strand Navagio is dit schip te aanschouwen. Hier ligt een  handelsboot die vermoedelijk is aangespoeld nadat zij in 1982 terecht is gekomen in een storm. Omdat de bemanning vermoedelijk sterke drank en sigaretten vanuit Turkije smokkelde, zijn zij vervolgens gevlucht. Het strand is niet met de auto bereikbaar. De locatie is te bekijken vanaf de klif of de boot naar het strand.[8]
- Agios Sostis, met uitzicht op Marathonissi, het eiland voor de kust dat naar zijn vorm schildpadeiland genoemd wordt.
- Agalas, waar een galerie gevestigd is in een oud schoolgebouw.
- Macherádo, met de Àgia Mávra kerk (bedevaartsoord) en hoog boven het dorp het klooster Panagia i Eleftherótria.
- Kambí, met het grote witte kruis ter herinnering aan de partizanen, die tijdens de Griekse Burgeroorlog in zee werden geworpen door de vijand.
- Koukounaria
- Limni Keriou, geheel op de zuidpunt met zijn oude pekbronnen waar lange tijd scheepswanden mee werden gedicht.
- Kerigrotten: op ongeveer 6 kilometer afstand van Limni Keri, liggen de Kerigrotten die enkel vanaf zee te bezichtigen zijn.
- Maccherado met de bedevaartskerk, de Agia Mavra (19e eeuw). De campanile bevat een melodieus klokkenspel. Buiten de plaats nog het nieuwe klooster Panagia i Eleftherotria met een fraaie iconostasis (wandschildering).
- Geráki Kaap, een belangrijke schildpaddenbroedplaats.
- Agios Nikolaos en Skinári Cape, van waaruit de blauwe grotten te bezichtigen zijn.
- Laganas, deze plaats heeft disco’s met name voor de jongere vakantiegangers. Daarnaast zijn er de zandstranden aan de baai die gedurende een bepaalde tijd van het jaar beschermd gebied zijn, omdat daar de schildpadden hun eieren leggen. Vandaar dat er een Nationaal Marien Park van Zakynthos is. Het publiek wordt geacht de schildpadden niet te storen tijdens het broedseizoen. Aan het strand staat een standbeeld van Vesalius, omdat werd aangenomen dat hij er schipbreuk had geleden.[9]
- Op Zakynthos liggen ook de resten van de Heilige Dionysios

## Toerisme
Het eiland geldt als een geliefde vakantiebestemming. Vanaf het eiland Zakynthos is het ook mogelijk om andere eilanden te bezoeken. Dit kan bijvoorbeeld met een veerboot vanaf de haven van Agios Nikolaos naar het eiland Kefalonia. Er gaat ook een grote veerboot van de stad Zakynthos naar het vasteland. Bij Laganas staat de ruïne van het kasteel Sarakíno, dat in de 18e eeuw beschouwd werd als het mooiste gebouw van het eiland, maar tijdens de aardbeving van 1953 bezweken is.

## Bestuur

### Departement
Zakynthos was ook een departement (nomos), dat buiten het eiland Zakynthos zelf, geen andere noemenswaardige eilanden omvatte.

## Plaatsen[10]
Door de bestuurlijke herindeling (Programma Kallikrates) werden de departementen afgeschaft vanaf 2011. Het departement “Zakynthos” werd een regionale eenheid (perifereiaki enotita). Er werden eveneens gemeentelijke herindelingen doorgevoerd, in de tabel hieronder “GEMEENTE” genoemd.
| Plaats    | Hoofdplaats (vroeger) | Postcode | GEMEENTE  | Hoofdplaats van de gemeente |
| --------- | --------------------- | -------- | --------- | --------------------------- |
| Alykes    | Katastari             | 290 90   | Zakynthos | Zakynthos                   |
| Arkadion  | Vanato                | 291 00   | Zakynthos | Zakynthos                   |
| Artemisia | Machairado            | 290 92   | Zakynthos | Zakynthos                   |
| Elatia    | Volimes               | 290 91   | Zakynthos | Zakynthos                   |
| Laganas   | Pantokratoras         | 290 92   | Zakynthos | Zakynthos                   |
| Zakynthos |                       | 291 00   | Zakynthos | Zakynthos                   |

Corfu · Ithaka · Kefalonia · Lefkada · Zakynthos